# 立花村 (兵庫県)
立花村（たちばなむら）は、兵庫県川辺郡にあった村。現在の尼崎市の北西部、JR神戸線・立花駅、阪急神戸本線・塚口駅の周辺にあたる。

## 地理
- 河川：庄下川、蓬川

## 歴史
- 1889年（明治22年）4月1日 - 町村制の施行により、塚口村・東富松村・七松村・尾浜村・三反田村・水堂村・大西村・栗山村・上ノ島村・東難波村・西難波村（飛地を除く）・竹谷新田（飛地）の区域をもって発足。
- 1916年（大正5年）4月1日 - 大字東難波・西難波が尼崎町と合併して尼崎市が発足。
- 1942年（昭和17年）2月11日 - 尼崎市に編入。同日立花村廃止。

## 人口統計
『傳家之寶典 自治團体之沿革 兵庫縣之部』（1932年出版）によれば現住戸数1433戸、現住人口7125人。

## 経済

### 産業
農業
『大日本篤農家名鑑』によれば、立花村の篤農家は「今井正太郎、小寺半左衛門、中村亀太郎、三松武次郎、中村龍太郎、中村武兵衛、高木平太郎」などである。
企業
- 塚口住宅[1]

金融機関
- 山口銀行、塚口支店[1]

## 地域
郵便局
- 塚口郵便局[1]

その他
水利組合、信用販売購買利用組合、出荷組合、消防組、軍人分会、青年団、村農会、教育会、婦人会、主婦会などがある。

## 交通

### 鉄道路線
- 鉄道省
  - 東海道本線
    - 立花駅
- 阪神急行電鉄（現・阪急電鉄）
  - 神戸本線
    - 塚口駅

### 道路
現在は旧村域に名神高速道路の尼崎インターチェンジが所在するが、当時は未開通。